# American Soccer League 1923-1924
Il Campionato dell'American Soccer League 1923-24 fu il terzo campionato della lega e il 24º di prima divisione statunitense di calcio.

## Squadre
Con il ritiro degli Harrison Field Club, la lega permise l'ammissione dei Newark Skeeters (fondato da Tom Adams  ex manager dei West Hudson Athletic Association). I nuovi proprietari del Paterson F.C. trasferiscono la squadra a New York ribattezzandola New York Giants.
| Stato         | Squadra            | Città/Area        |
| ------------- | ------------------ | ----------------- |
| Massachusetts | Fall River         | Fall River        |
| New York      | Brooklyn Wanderers | Brooklyn-New York |
| New York      | N.Y. Giants        | New York          |
| New York      | New York S.C.      | New York          |
| Rhode Island  | J&P Coats          | Pawtucket         |
| New Jersey    | Newark Skeeters    | Newark            |
| Pennsylvania  | Bethlehem Steel    | Bethlehem         |
| Pennsylvania  | Philadelphia F.C.  | Philadelphia      |

## Campionato

### Classifica finale
|   | Squadra            | G  | V  | N | P  | GF | GS | Pt |
| - | ------------------ | -- | -- | - | -- | -- | -- | -- |
| 1 | Fall River         | 27 | 19 | 6 | 2  | 59 | 19 | 44 |
| 2 | Bethlehem Steel    | 27 | 17 | 4 | 6  | 59 | 32 | 38 |
| 3 | New York S.C.      | 26 | 15 | 7 | 4  | 66 | 35 | 37 |
| 4 | J&P Coats          | 24 | 10 | 5 | 9  | 54 | 53 | 25 |
| 5 | Brooklyn Wanderers | 27 | 9  | 5 | 13 | 47 | 57 | 23 |
| 6 | N.Y. Giants        | 25 | 6  | 6 | 13 | 35 | 59 | 18 |
| 7 | Philadelphia F.C.  | 25 | 5  | 2 | 18 | 30 | 62 | 12 |
| 8 | Newark Skeeters    | 23 | 3  | 1 | 19 | 20 | 53 | 7  |

#### Verdetti
Fall River Campione degli Stati Uniti 1923-1924